# Ваньек, Антонио
Антонио Ваньек (исп. Antonio Vañek; 9 августа 1924, Буэнос-Айрес, Аргентина) — аргентинский военный и государственный деятель, и. о. министра иностранных дел Аргентины (1976).

## Биография
Окончил межамериканский институт обороны в Вашингтоне.
В 1975 г. стал военно-морским атташе в США. В 1976 г., после военного переворота назначен председателем Законодательной консультативной комиссии, которая должна была заменить национальный конгресс в период деятельности военной хунты; непродолжительное время исполнял обязанности министра иностранных дел страны. В 1977—1978 гг. — командующий военно-морскими операциями генерального штаба, затем — начальник главного штаба ВМС.
Являлся одним из главных организаторов политических репрессий, так называемого «Процесса национальной реорганизации» (исп. Proceso де Reorganización Nacional). Считается вторым лицом в системе секретной тюрьмы, размещавшейся в Технической школе военно-морского флот (ЭСМА).
В 1996 г. попал под действия так называемого «Закона прощения», который был объявлен в 2005 г. антиконституционным. Ваньек были предъявлены обвинения в организации похищения несовершеннолетних. 5 июля 2012 г. был признан виновным и приговорён к 40 годам лишения свободы, однако решение суда может быть обжаловано.